# Lou Williams
Louis Tyrone Williams (ur. 27 października 1986 w Memphis) – były amerykański koszykarz, grający na pozycji rozgrywającego.
W 2005 wystąpił w meczu wschodzących gwiazd - Nike Hoop Summit oraz McDonald’s All-American.
Williams zadeklarował się do wzięcia udziału w drafcie 2005 od razu po skończeniu szkoły średniej i został w nim wybrany z 45. numerem przez Philadelphia 76ers. W sezonie 2011/12 zajął drugie miejsce w głosowaniu na najlepszego rezerwowego NBA.
12 lipca 2012 podpisał kontrakt z Atlanta Hawks. 30 czerwca 2014 Williams, wraz z prawami do Lucasa Nogueiry, został oddany w wymianie do Toronto Raptors w zamian za Johna Salmonsa i wybór w drugiej rundzie draftu 2015.
20 kwietnia 2015 został wybrany Najlepszym Rezerwowym sezonu 2014/15.
W lipcu 2015 roku związał się trzyletnim kontraktem z Los Angeles Lakers. 23 lutego 2017 został wytransferowany do Houston Rockets w zamian za Coreya Brewera oraz wybór I rundy draftu 2017.
28 czerwca 2017 w wyniku grupowej wymiany trafił do Los Angeles Clippers. 25 marca 2021 został wytransferowany do Atlanty Hawks. W czerwcu 2023 ogłosił, że kończy karierę koszykarską.
Williams w NBA rozegrał 1 123 mecze, tylko 122 z nich zaczynając jako podstawowy zawodnik. Był cenionym rezerwowym (tzw. sixth man). W takiej roli rzucił aż 13 396 punktów i trzykrotnie został wybrany najlepszym rezerwowym NBA.

## Osiągnięcia
Stan na 14 lutego 2023, na podstawie, o ile nie zaznaczono inaczej.
NBA
- Najlepszy rezerwowy NBA (2015, 2018[14], 2019[15])[16]
- Zaliczony do I składu ligi letniej NBA (2007)
- Uczestnik Skills Challenge (2018)
- Zawodnik tygodnia (24.11.2014)